# Čížkov u Blovic
Čížkov (deutsch Tschischkau) ist eine Gemeinde in Tschechien. Sie liegt zehn Kilometer nordöstlich von Nepomuk am Rande des Brdywaldes und gehört zum Okres Plzeň-jih. Die Katasterfläche beträgt 4911 ha.

## Geographie
Čížkov befindet sich in einer waldreichen Hügellandschaft in 578 m ü. M. am Oberlauf des Čížkovský potok. Nördlich bei Železný Újezd erhebt sich der 672 m hohe Hügel Na skále mit einem Aussichtsturm.
Nachbarorte sind Železný Újezd im Norden, Chynín im Nordosten, Radošice und Dožíce im Südosten, Měrčín im Süden, Čečovice, Zahrádka und Smetalky im Südwesten, sowie Přešín im Nordwesten.

## Geschichte
Čížkov wurde 1237 in einem Tausch zwischen dem Kloster Kladruby und Havel Markvartic erstmals erwähnt. Seit 1310 sind die Rosentaler als Besitzer nachweisbar, die den Ort 1347 an das Prager Domkapitel verkauften. Im 16. Jahrhundert erfolgte eine Besitzteilung. Den einen Anteil erwarb 1558 die Stadt Rokytzan von Jan von Vítenec. Während der Zweiteilung entstand 1708 das Vorwerk Na podlesí, das der Kirche gehört. Nachdem die Stadt auch den anderen Teil von Maurice Chanovský auf Dlouhá Ves erworben hatte, war Čížkov wieder vereint. 1838 lebten in Čížkov 480 Menschen.
Nach der Ablösung der Patrimonialherrschaften wurde der Ort 1850 zur selbständigen Gemeinde. 1890 hatte sich die Einwohnerzahl auf 612 erhöht. Im Jahre 1960 wurden die umliegenden Orte eingemeindet.
Das kulturelle Leben des Dorfes wird geprägt von der „Republika Čížkov“.

## Sehenswürdigkeiten
- Kirche Johannes des Täufers, ursprünglich gotischer Bau und zwischen 1727 und 1735 barock umgestaltet, 1873 erfolgte der Anbau eines Turmes mit pyramidenförmigen Dach
- Pfarrhaus, 1680 erbaut
- Kapelle am Dorfplatz von Čečovice
- Kapelle der Jungfrau Maria in Zahrádka, erbaut Mitte des 19. Jahrhunderts
- Nischenkapelle in Měrčín
- Aussichtsturm auf dem Na skále bei Železný Újezd
- Reste der Burg Strašná skála auf halbem Wege nach Přešín
- Naturreservat Chyníner Buchen bei Chynín

## Gemeindegliederung
Zur Gemeinde Čížkov gehören die Ortsteile Čečovice (Tschetschowitz), Chynín (Chinin), Liškov (Lischkow), Měrčín (Miertschin), Přešín (Preschin), Zahrádka (Sachradka) und Železný Újezd (Eisen Aujest).